# Convention du Mètre
- États membres
- États associés
- Anciens membres
- Anciens associés

La convention du Mètre est le traité international signé le 20 mai 1875 à Paris (France) par les représentants de dix-sept États désirant « assurer l'unification internationale et le perfectionnement du système métrique ». Ce traité a créé le Bureau international des poids et mesures (BIPM), l'une des premières organisations intergouvernementales dont la mission aujourd'hui est de coordonner la métrologie au niveau international. Le BIPM a autorité pour agir dans le domaine de la métrologie scientifique, il coordonne le système mondial de mesure et produit l'échelle de temps de référence (UTC). Il est le garant du Système international d'unités (SI). La convention du Mètre est l'aboutissement des travaux de la Commission internationale du mètre dont la première réunion s'est tenue en 1870.

## Historique

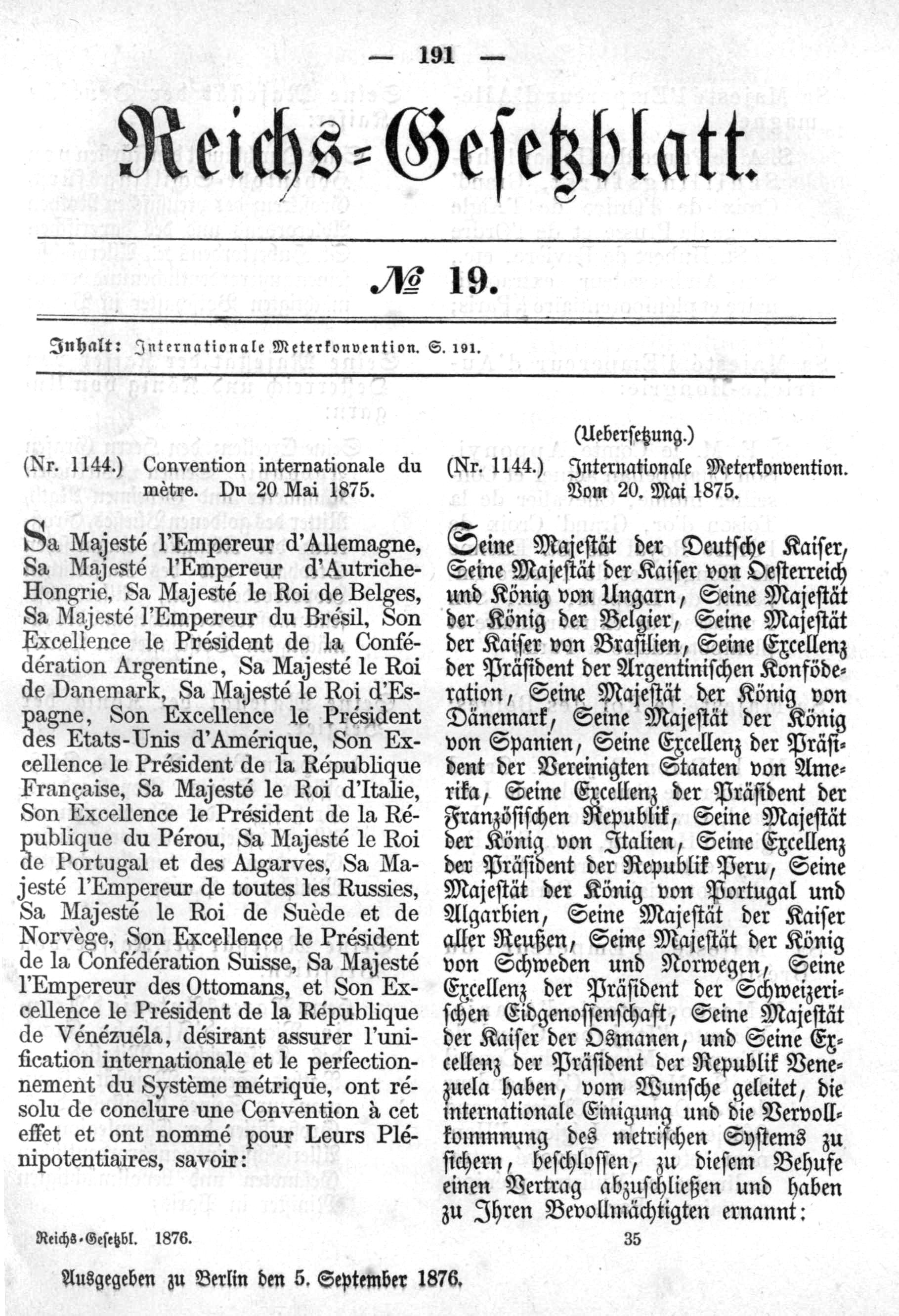
Page de garde de la Reichsgesetzblatt (bulletin officiel allemand) dans l'édition publiant la Convention du Mètre, en 1876.

La Convention du Mètre a établi une organisation internationale dotée d'une structure permanente permettant aux États Membres d'agir en commun concernant les sujets liés à la science des mesures et aux étalons de mesure. Le BIPM a deux organes de gouvernance :
- La Conférence générale des poids et mesures[3] (CGPM) est l'organe plénier du BIPM. Elle est formée des délégués des États parties à la Convention du Mètre. La CGPM se réunit tous les quatre ans en moyenne. La dernière réunion de la CGPM (27e réunion) s'est tenue à Versailles en novembre 2022. Lors de la 26e réunion de la CGPM[4] qui a eu lieu du 13 au 16 novembre 2018 à Versailles, les définitions de quatre des sept unités de base du Système international d'unités (SI) ont été révisées (le kilogramme, l'ampère, le kelvin et la mole)[5].
- Le Comité international des poids et mesures (CIPM) assure la direction et la surveillance exclusives du BIPM. Il est placé sous l'autorité de la CGPM. Il est composé de dix-huit membres, tous de nationalité différente afin d'assurer une large représentation de la communauté scientifique. Le CIPM dirige tous les travaux métrologiques que les États Membres décident de faire exécuter en commun. Il peut soumettre des projets de résolution à la CGPM. Pour ce faire, il s'appuie sur les travaux des dix comités consultatifs qui couvrent l'ensemble des domaines de la science[6].

Le siège ou secrétariat du Bureau international des poids et mesures (BIPM) est situé dans le Domaine national de Saint-Cloud, sur la commune de Sèvres. Environ soixante-dix membres du personnel travaillent au siège du BIPM où sont organisées de nombreuses réunions internationales. La Convention du Mètre a été modifiée une seule fois en 1921 afin d'étendre l'autorité du BIPM aux unités électriques, photométriques et calorimétriques. Le BIPM compte actuellement 64 États membres (États partie à la Convention du Mètre) et 36 États et entités économiques associés à la Conférence générale des poids et mesures.

## États parties à la convention du Mètre
Liste établie par date d'adhésion :
- XIXe siècle :
  - 1875 (États fondateurs de la convention) :
    - Allemagne ;
    - Autriche-Hongrie ;
    - Belgique ;
    - Danemark ;
    - Espagne ;
    - France ;
    - Italie ;
    - Norvège ;
    - Russie ;
    - Suède ;
    - Suisse ;
    - Turquie.
- 1876 à 1900 :
  - 1876 : Portugal ;
  - 1877 : Argentine ;
  - 1878 : États-Unis ;
  - 1879: Serbie ;
  - 1879 : Venezuela ;
  - 1884 : Roumanie ;
  - 1884 : Royaume-Uni ;
  - 1885 : Japon ;
  - 1890 : Mexique.
- XXe siècle :
  - 1907 : Canada ;
  - 1908 : Chili ;
  - 1908 : Uruguay ;
  - 1911 : Bulgarie ;
  - 1912 : Siam[Note 1] ;
  - 1921 : Brésil ;
  - 1922 : Tchécoslovaquie[Note 2] ;
  - 1923 : Finlande ;
  - 1925 : Hongrie[Note 3] ;
  - 1925 : Irlande[Note 4] ;
  - 1925 : Pologne.
  - 1929 : Pays-Bas ;
  - 1947 : Australie.
  - 1954 : République dominicaine ;
  - 1957 : Inde ;
  - 1959 : Corée du Sud ;
  - 1960 : Indonésie ;
  - 1962 : Égypte ;
  - 1964 : Afrique du Sud ;
  - 1970 : Cameroun ;
  - 1975 : Iran.
  - 1973 : Pakistan ;
  - 1977 : Chine ;
  - 1982 : Corée du Nord ;
  - 1985 : Israël ;
  - 1991 : Nouvelle-Zélande ;
  - 1994 : Singapour.
- XXIe siècle :
  - 2001 : Grèce ;
  - 2001 : Malaisie ;
  - 2001 : Serbie ;
  - 2008 : Croatie ;
  - 2008 : Kazakhstan ;
  - 2011 : Arabie saoudite ;
  - 2012 : Tunisie ;
  - 2015 : Émirats arabes unis ;
  - 2015 : Lituanie ;
  - 2016 : Slovénie ;
  - 2020 : Biélorussie ;
  - 2021 : Estonie ;
  - 2021 : Biélorussie.

## États associés
Liste établie par date d'association :
- 2000 : Cuba ;
- 2000 : Équateur ;
- 2000 : Hong Kong ;
- 2001 : Lettonie ;
- 2001 : Malte ;
- 2002 : Philippines ;
- 2002 : Taïwan ;
- 2002 : Ukraine ;
- 2003 : Jamaïque ;
- 2003 : Panama ;
- 2003 : Viêt Nam ;
- 2004 : Costa Rica.

- 2005 : CARICOM - États de la Communauté caribéenne :
  - Antigua-et-Barbuda ;
  - Barbade ;
  - Belize ;
  - Dominique ;
  - Guyana ;
  - Grenade ;
  - Saint-Christophe-et-Niévès ;
  - Sainte-Lucie ;
  - Saint-Vincent-et-les-Grenadines ;
  - Suriname ;
  - Trinité-et-Tobago.

- 2006 : Macédoine du Nord ;
- 2007 : Albanie ;
- 2007 : Moldavie ;
- 2008 : Bolivie ;
- 2008 : Géorgie ;
- 2009 : Ghana ;
- 2009 : Paraguay ;
- 2009 : Pérou ;
- 2010 : Bangladesh ;
- 2010 : Maurice ;
- 2010 : Seychelles ;
- 2010 : Zambie ;
- 2010 : Zimbabwe ;
- 2011 : Bosnie-Herzégovine ;
- 2011 : Monténégro ;
- 2012 : Botswana ;
- 2012 : Namibie ;
- 2012 : Oman ;
- 2012 : Syrie ;
- 2013 : Mongolie ;
- 2014 : Luxembourg ;
- 2014 : Soudan ;
- 2014 : Yémen ;
- 2015 : Azerbaïdjan ;
- 2016 : Qatar ;
- 2016 : Sri Lanka.